# Apáti Sándor
Apáti Abt Sándor (Torda, 1870. január 14. – Balassagyarmat, 1916. március 23.) szobrász, keramikus.

## Életpályája
1885–1889 között a budapesti iparművészeti tanodában tanult. Az 1890-es évek elején a müncheni akadémiára iratkozott be; Eberle (1844–1903) tanítványa volt. 1893–1896 között Stróbl Alajos irányítása mellett dolgozott. 1898–1908 között a Zsolnay porcelángyár tervezője volt. Pécsről történő távozása után Budapesten az iparrajziskolában oktatott.
A modern magyar kerámia úttörője volt.

## Családja
Bajor eredetű katolikus családból származott. Szülei: Abt Ernő (1832–1899) jogász, törvényszéki bíró és kövesdi Boér Vilma (?-1915) voltak. Testvérei: dr. apáti Abt Jenő (1865–1921) császári és királyi ezredorvos, Abt Ernő (1867–1896) királyi törvényszéki aljegyző és Osztián Gézáné apáti Abt Vilma (?-1935). Felesége: váradi Török Izóra, váradi Török Géza (1831–1900) földbirtokos, 48-as huszárkapitány és váradi Török Etelka leánya. Gyermekei: Apáti Abt Gábor (Pécs, 1896–?), Apáti Abt István (Pécs, 1899-?), Apáti Abt Izóra (Pécs, 1901-?) és Apáti Abt András (Pécs, 1904-?).

## Köztéri művei

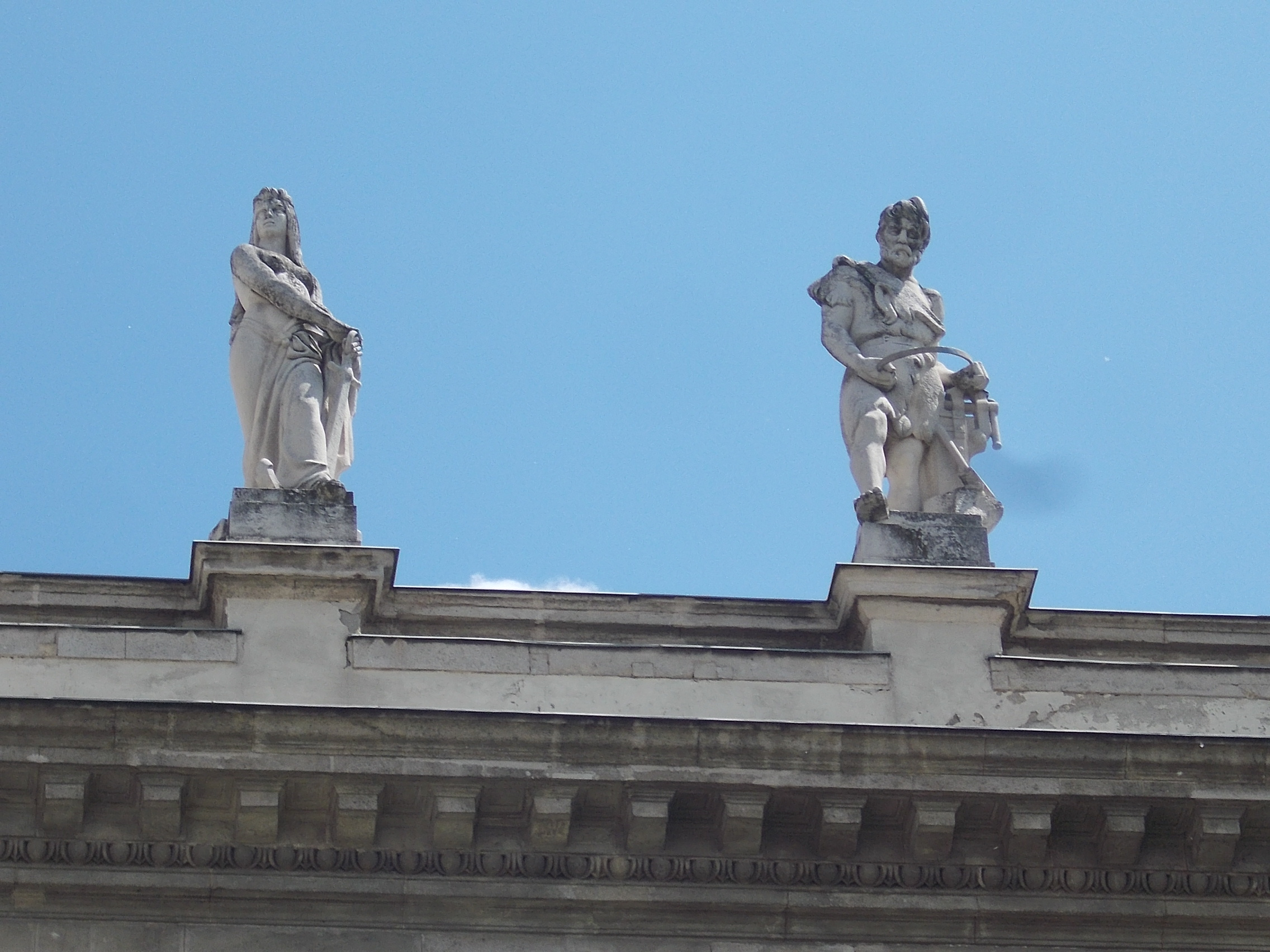
A Néprajzi Múzeum attikájának allegorikus szobrai

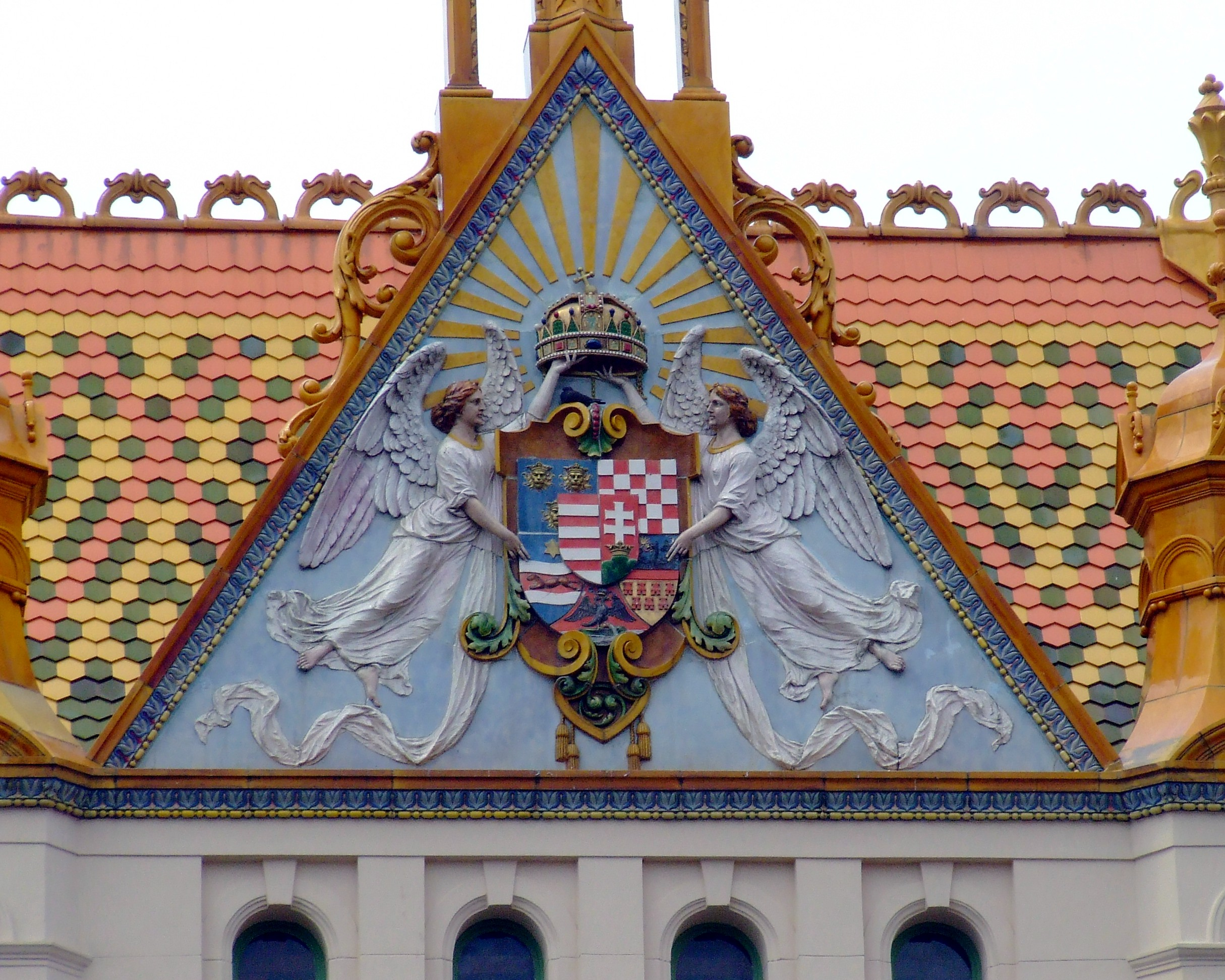
Angyalos címer (Pécs, 1904)

- Miklós Gyula emlékműve (Kecskemét, 1895)[9]
- A Néprajzi Múzeum attikájának allegorikus szobrai: Ipar (2.) (Budapest, 1896)[10]
- A Néprajzi Múzeum attikájának allegorikus szobrai: Tengerészet (1.) (Budapest, 1896)[10]
- Jánosi Engel Adolf mellszobra (Komló, 1903)
- Zsolnay Múzeum belső udvari díszek (Pécs, 1903)
- Angyalos címer (Pécs, 1904)
- Főposta puttókat ábrázoló fríz (Pécs, 1904)
- Távirda-szobor (Pécs, 1904)
- Telefon-szobor (Pécs, 1904)
- Zsolnay gyár parkjának dísztárgyai 7. (Pécs, 1907)
- Zsolnay Vilmos (Pécs, 1907)
- Francia-emlékmű (Pécs, 1908)
- Szabó József emlékszobra (Torda, 1910)[11]
- Díszkút táncospárokkal (Kaposvár, 1913)[12]
- Kálvária (Bükkösd, 1921)[13]
- A dorozsmai kálvária (Szeged-Kiskundorozsma, 1932)[14]
- A hajósi kálvária stációinak dombormű sorozata (Hajós, 1934)[14]
- Keresztút (Gyöngyös, 1938)[14]
- Kishajmási golgota stációképei (Kishajmás, 1980)[14]